# Гурбани, Али Азизович
Али Азизович Гурбани́ (туркм. Ali Gurbani; 1951) — советский футболист и футбольный тренер. Заслуженный тренер Туркменистана.

## Карьера
Выступал за ашхабадский «Строитель/Колхозчи» в первой и второй лиге СССР. Играл в 1979 в составе сборной Туркменской ССР на летней Спартакиаде народов СССР.
По окончании карьеры — на тренерской работе. В 1990-е руководил олимпийской сборной Туркмении по футболу. В 1997-99 возглавлял клуб «Дагдан», который завоевал при нём серебро сезона 1997/98 и бронзу сезона 1998/99.
В 2002 привёл туркменабатский «Каракум» к победе в Кубке Туркменистана.
В 2004 вывел столичный «Асудалык» в финал Кубка Туркменистана, где команда в упорной борьбе уступила «Небитчи» 0:1.
В августе 2005 возглавил «Ахал», но так и не сумел поднять клуб с последнего места.
В 2006 возглавил клуб-новичок высшей лиги — «Ашхабад». Однако уже в середине сезона наставник, после поражения от аутсайдера «Турана» из Дашогуза, был уволен.
В 2008 возглавил другого дебютанта лиги — «Алтын асыр» из Ашхабада (команда министерства связи Туркмении), вместе с которым летом того же года взял Кубок Туркменистана. В 2010 и 2011 команда выиграла Кубок Президента Туркменистана.
В 2010 «Алтын асыр» стал серебряным призёром чемпионата Туркменистана.
В 2012 году «Балкан» стал обладателем Кубка Туркменистана.
В 2013 году «Ахал» стал обладателем Кубка Туркменистана, в 2014 году Суперкубка Туркменистана. В октябре 2014 года отправлен в отставку.
В 2015 году тренировал балканабадский «Балкан».

## Статистика
| Сезон | Клуб      | Лига        | Чемпионат | Чемпионат |
| Сезон | Клуб      | Лига        | Игры      | Голы      |
| ----- | --------- | ----------- | --------- | --------- |
| 1974  | Строитель | Первая лига | 0         | 0         |
| 1975  | Строитель | Вторая лига | ?         | ?         |
| 1976  | Колхозчи  | Первая лига | 37        | 2         |
| 1977  | Колхозчи  | Первая лига | 38        | 1         |
| 1978  | Колхозчи  | Первая лига | 33        | 0         |
| 1979  | Колхозчи  | Первая лига | 44        | 3         |

## Достижения
- Серебряный призёр чемпионата Туркменистана (1): 2015

## Семья
Сын Амир — профессиональный футболист, выступает в чемпионате Туркмении.